# Ottenby

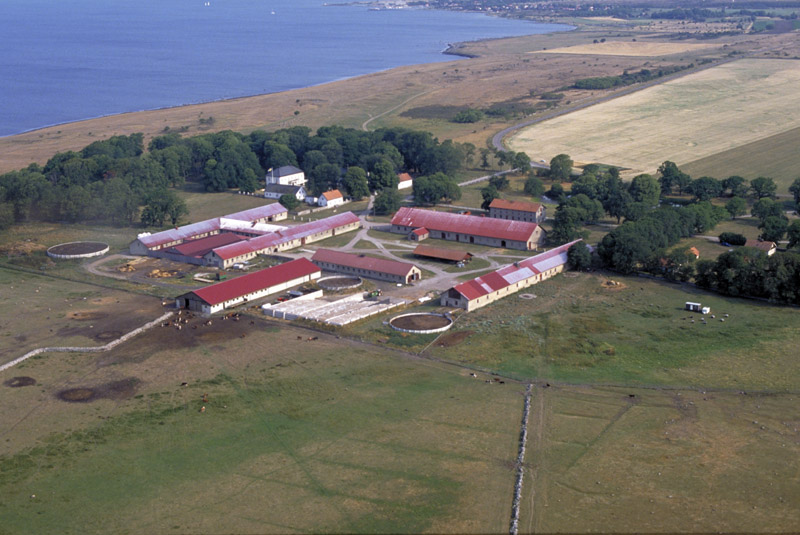
Ottenby

Ottenby ist ein zur Gemeinde Mörbylånga gehörendes Dorf an der Südspitze der schwedischen Ostseeinsel Öland.
Das weniger als 50 Einwohner (Stand 2005) zählende Dorf ist Ausgangspunkt der Landstraße 136, die entlang der Westküste Ölands führt. Auch die parallele Straße entlang der Ostküste nimmt in Ottenby ihren Anfang. Für die Geschichte Ölands war Ottenby wegen des hier seit 1402 befindlichen königlichen Guts Ottenby kungsgård von besonderer Bedeutung. Noch heute prägen die Gutsgebäude, so das Hauptgebäude aus dem Jahr 1804, das Ortsbild. Bis zur Stilllegung in den 1960er Jahren war Ottenby auch der Endpunkt der auf Öland verkehrenden Eisenbahn.
In der näheren Umgebung ist die zum Gut gehörende, quer über die Insel verlaufende Mauer Karl X. Gustavs erwähnenswert. Nördlich der Ortslage befindet sich ein aus der Eisenzeit stammendes Gräberfeld mit 250 Gräbern, südlich beginnt das die Südspitze Ölands umfassende Naturreservat Ottenby. Hier befindet sich auch der auf der Südspitze stehende Leuchtturm Långe Jan.
Koordinaten: 56° 14′ N, 16° 25′ O